# Énergir
Énergir est la principale entreprise de distribution de gaz naturel au Québec. Elle compte plus de 11 milliards de dollars d’actifs. Elle exploite un réseau de conduites souterraines de plus de 11 000 km qui dessert plus de 325 municipalités et rejoint plus de 205 000 clients.
Énergir est aussi présente au Vermont, par l’entremise de ses filiales Green Mountain Power et Vermont Gas System. Elle y dessert plus de 310 000 clients. Elle opère sur le marché de la production d’électricité et sur celui de la distribution d’électricité et de gaz naturel.

## Historique

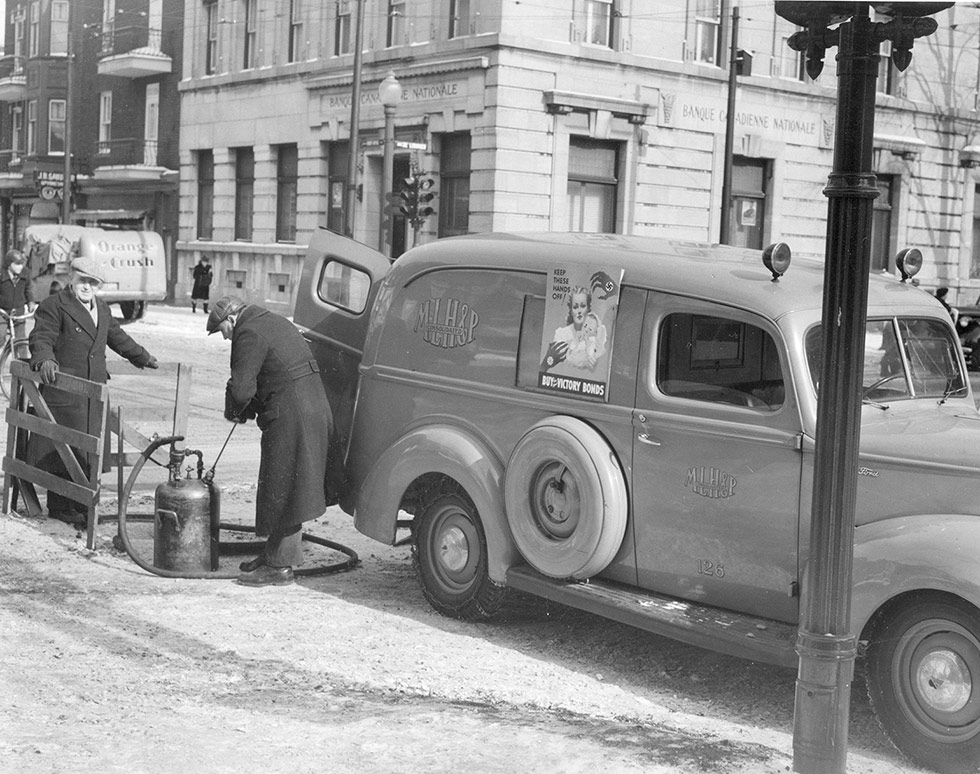
Employés de la Montreal Light, Heat and Power réparant une conduite de gaz en 1941.

À la suite de la première nationalisation de l'électricité au Québec, en 1944, la compagnie Montreal Light, Heat and Power est étatisée ; la nouvelle Commission hydroélectrique de Québec, mieux connue sous le nom d'Hydro-Québec, récupère les actifs électriques de l'entreprise mais aussi un réseau de distribution de gaz dans la région de Montréal.
Vers la fin des années 1940, des industriels envisagent la construction d'un gazoduc qui relierait l'Alberta et les grandes villes de l'Ontario. Hydro-Québec est approchée[C'est-à-dire ?] pour prolonger le gazoduc vers Montréal. Plusieurs rencontres sont organisées et la Commission hydroélectrique de Québec commande des études internes en plus de solliciter des avis d'experts. Un comité de commissaires est formé en mars 1954 pour prendre une décision. Le comité recommande de remplacer le gaz industriel par le gaz naturel de l'Ouest, une conversion qui procurerait un léger bénéfice au service public. Le président de la Commission, Ludger-Eugène Potvin, recommande plutôt de vendre le secteur gazier à une entreprise privée. Cette solution est adoptée et la commission adopte une résolution pour se départir de tous ses actifs gaziers, qui est approuvée par le gouvernement Duplessis. Des négociations sont entreprises avec plusieurs groupes et la vente du réseau à la Corporation du gaz naturel du Québec est conclue au printemps 1957. La vente des actifs gaziers de la Commission hydroélectrique donne lieu à un scandale politico-financier qui implique plusieurs ministres du gouvernement de l'Union nationale.
En 1969, la compagnie change de nom pour devenir Gaz Métropolitain. L’usine de liquéfaction, de stockage et de regazéification (LSR) de gaz naturel est inaugurée le 7 octobre 1969.
En 1985, la compagnie fait l'acquisition de Gaz Inter-Cité Québec (qui desservait l'est du Québec) et de Gaz Provincial du Nord (qui desservait l'Abitibi-Témiscamingue). Elle devient une filiale de Noverco.
En 1986, Gaz Métropolitain fait l’acquisition de Vermont Gas Systems, qui distribue la totalité du gaz naturel au Vermont.
En 1997, Hydro-Québec fait l'acquisition d'une participation de 42 % dans Noverco, le holding qui contrôle Gaz Métropolitain. De ce fait, elle revient sous la direction d'André Caillé, qui trois mois plus tôt quittait le poste de PDG de l'entreprise pour devenir le principal dirigeant de la société d'État québécoise. Cette opération s'inscrivait dans une stratégie de convergence de Caillé afin de transformer le Québec en plaque tournante de l'énergie dans le nord-est du continent nord-américain.
En 2003, Gaz Métropolitain devient Gaz Métro.
En 2004, Hydro-Québec vend ses parts de Noverco à la Caisse de dépôt. La société Trencap devient ainsi actionnaire majoritaire de Gaz Métro.
En 2007, Gaz Métro fait l’acquisition de Green Mountain Power, qui distribue 70 % de l’électricité au Vermont. Cette même année, Sophie Brochu devient Présidente et Chef de la direction de Gaz Métro.
En 2010, la société Gaz Métro est restructurée de telle sorte que 71 % de son capital est détenu par la société privée Noverco, qui est sous le contrôle de Trencap (61,11 %) et d'Enbridge (38,9 %), tandis que 29 % appartient à la nouvelle société Valener, cotée au TSX.
En juillet 2011, devant Fortis, Gaz Métro acquiert Central Vermont Public Service Corp., « la plus grosse entreprise d'électricité du Vermont » aux États-Unis, pour un montant de 472 millions US$.
Au 29 novembre 2017, Gaz Métro change de nom pour Énergir.
En 2019, Noverco, qui détient déjà 71% d’Énergir, procède aux rachats de toutes les actions ordinaires et privilégiées de Valener pour en devenir l’unique actionnaire. Le 30 septembre 2019, le symbole VNR est retiré du TSX.
Le 1er janvier 2020, Éric Lachance devient président et chef de la direction d’Énergir.
En janvier 2022, la Caisse de dépôt et de placement du Québec (« CDPQ ») a annoncé une augmentation de sa participation majoritaire dans Trencap s.e.c. À la suite de cette transaction, la CDPQ détient 80,9 % des parts de Trencap s.e.c, tandis que le Fonds de solidarité FTQ maintient sa participation de 19,1 % dans l’entreprise, faisant d’Énergir inc. une entreprise détenue entièrement par des investisseurs québécois.

### Identité visuelle (logotype)

Logo jusqu'en 2003.
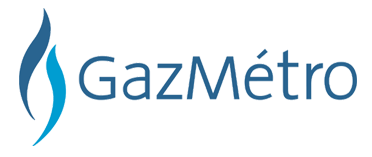
Logo de 2003 à 2017.
Logo depuis 2017.

## Informations financières
Énergir est une société en commandite privée.
Au 1er juin 2025, Énergir avait plus de 11 milliards d’actifs.

## Activités
Cette section ne s'appuie pas, ou pas assez, sur des sources secondaires ou tertiaires indépendantes du sujet. Le texte peut contenir des analyses inexactes ou inédites de sources primaires.
Pour l'améliorer, ajoutez-en, ou placez des modèles {{Source secondaire souhaitée}} ou {{Source secondaire nécessaire}} sur les passages mal sourcés. (juillet 2016)

### Gaz naturel

#### Distribution du gaz naturel
Énergir distribue environ 97 % du gaz naturel consommé au Québec. Son réseau souterrain s’étend sur 11 000 km et dessert plus de 205 000 clients.
La filiale de Énergir, Vermont Gas Systems est l’unique distributeur gazier du Vermont, aux États-Unis. Elle dessert 50 000 clients.

#### Gaz naturel liquéfié (GNL)
Dans les années 2010 Énergir développe sa filière de gaz naturel liquéfié (GNL) pour le secteur du transport lourd et maritime, ainsi que pour desservir les industries des régions éloignées du réseau gazier. Le GNL provient de l’usine de liquéfaction, stockage et regazéification (LSR) d'Énergir localisée dans l’est de Montréal qui est en fonction depuis 1969. Vanté par Énergir comme moins coûteux et plus écologique que d'autres hydrocarbures, le GNL est néanmoins critiqué par les environnementalistes, notamment pour les fuites de méthane (un gaz à fort effet de serre) que sa production occasionne et la consommation d'eau nécessaire qu'elle nécessite.

#### Électricité

##### États-Unis
Green Mountain Power (GMP), filiale d’Énergir, est le premier distributeur d’électricité au Vermont desservant plus de 70 % du marché avec près de 265 000 clients. Les principales activités de GMP comportent la distribution, le transport, la production, l’achat et la vente d’électricité au Vermont et, de façon plus marginale, le transport d’électricité dans l’État du New Hampshire et la production d’électricité dans les États de New York, du Maine et du Connecticut.[réf. nécessaire]
Le réseau de GMP est composé de 2 700 km de lignes de transmission aériennes, 16 300 km de lignes de distribution aériennes et 2 000 km de lignes de distribution souterraines majoritairement situées dans l’État du Vermont.
En mars 2017, Énergir acquiert Standard Solar, une entreprise spécialisée dans l’installation et l’opération de système solaire photovoltaïque d’usage commercial dans une douzaine d’États américains.

##### Québec
Les parcs éoliens de la Seigneurie de Beaupré sont une coentreprise détenue à parts égales par Boralex et Beaupré Éole, elle-même également détenue à 51 % par Énergir et à 49 % par Valener. Les principales activités de cette coentreprise sont de détenir et d’exploiter des parcs éoliens, à savoir deux parcs éoliens d’une puissance installée de 272 mégawatts sur les terres privées de la Seigneurie de Beaupré, mis en service commerciale a eu lieu au cours de l’exercice 2013 ; toute l’électricité produite est vendue à Hydro-Québec, en vertu de contrats établis sur 20 ans.
Parc 4 est une coentreprise détenue à parts égales par Boralex et Beaupré Éole 4. Les principales activités de cette coentreprise sont de détenir et d’exploiter un parc éolien d’une puissance installée de 68 mégawatts sur les terres privées de la Seigneurie de Beaupré. Sa mise en service commerciale a eu lieu le 1er décembre 2014 et toute l’électricité produite est vendue à Hydro-Québec, en vertu d’un contrat établi sur 20 ans.

## Critiques
En 2015, les publicités de l'entreprise ont été critiqués par des écologistes. Une filiale d'Énergir (Gaz Métro solutions énergie) souhaite construire un espace de stockage de gaz naturel liquéfié à Bécancour mais ce projet est remis en cause par les habitants de la ville,.